# Tabek Patah
Tabek Patah is een bestuurslaag in het regentschap Tanah Datar van de provincie West-Sumatra, Indonesië. Tabek Patah telt 3250 inwoners (volkstelling 2010).